# بران سفلي
بران سفلي هي قرية في مقاطعة بارس أباد، إيران. يقدر عدد سكانها بـ 617 نسمة بحسب إحصاء 2016.